# Paccius
Paccius is een geslacht van spinnen uit de familie Trachelidae.

## Soorten
- Paccius angulatus Platnick, 2000
- Paccius elevatus Platnick, 2000
- Paccius griswoldi Platnick, 2000
- Paccius madagascariensis (Simon, 1889)
- Paccius mucronatus Simon, 1898
- Paccius quadridentatus Simon, 1898
- Paccius quinteri Platnick, 2000
- Paccius scharffi Platnick, 2000